# Estepa (Sevilla)
Estepa ist eine südspanische Kleinstadt und eine Gemeinde (municipio) mit insgesamt 12.394 Einwohnern (Stand: 2024) in der Provinz Sevilla in der Autonomen Region Andalusien. Die historisch und künstlerisch bedeutsame Stadt ist seit dem Jahr 1965 als Conjunto histórico-artístico klassifiziert.

## Lage und Klima
Die Stadt Estepa liegt gut 110 km östlich der Provinzhauptstadt Sevilla bzw. ca. 95 km nordwestlich von Málaga in einer Höhe von etwa 485 m. Das Klima im Winter ist gemäßigt, im Sommer dagegen warm bis heiß; die Niederschlagsmengen (ca. 680 mm/Jahr) fallen – mit Ausnahme der nahezu regenlosen Sommermonate – verteilt übers ganze Jahr.

## Bevölkerungsentwicklung
| Jahr      | 1857  | 1900  | 1950  | 2000   | 2020   |
| Einwohner | 9.089 | 8.773 | 9.913 | 11.882 | 12.479 |

Der kontinuierliche Bevölkerungsanstieg seit Beginn des 20. Jahrhunderts ist im Wesentlichen auf die Zuwanderung aus den ländlichen Gebieten in der Umgebung infolge der Mechanisierung der Landwirtschaft, der Aufgabe bäuerlicher Kleinbetriebe und des daraus resultierenden Verlusts von Arbeitsplätzen zurückzuführen.

## Wirtschaft
Die Menschen früherer Jahrhunderte lebten im Wesentlichen als Selbstversorger von der Landwirtschaft, zu der auch der Wein- und Olivenanbau gehörte; im Ort selbst ließen sich auch Händler, Handwerker und Dienstleister aller Art nieder. Heute spielen der Anbau von Weizen, Baumwolle, Sonnenblumen und Oliven sowie Kleinindustrien und der innerspanische Tourismus eine nicht unwesentliche Rolle im Wirtschaftsleben der Gemeinde.

## Geschichte

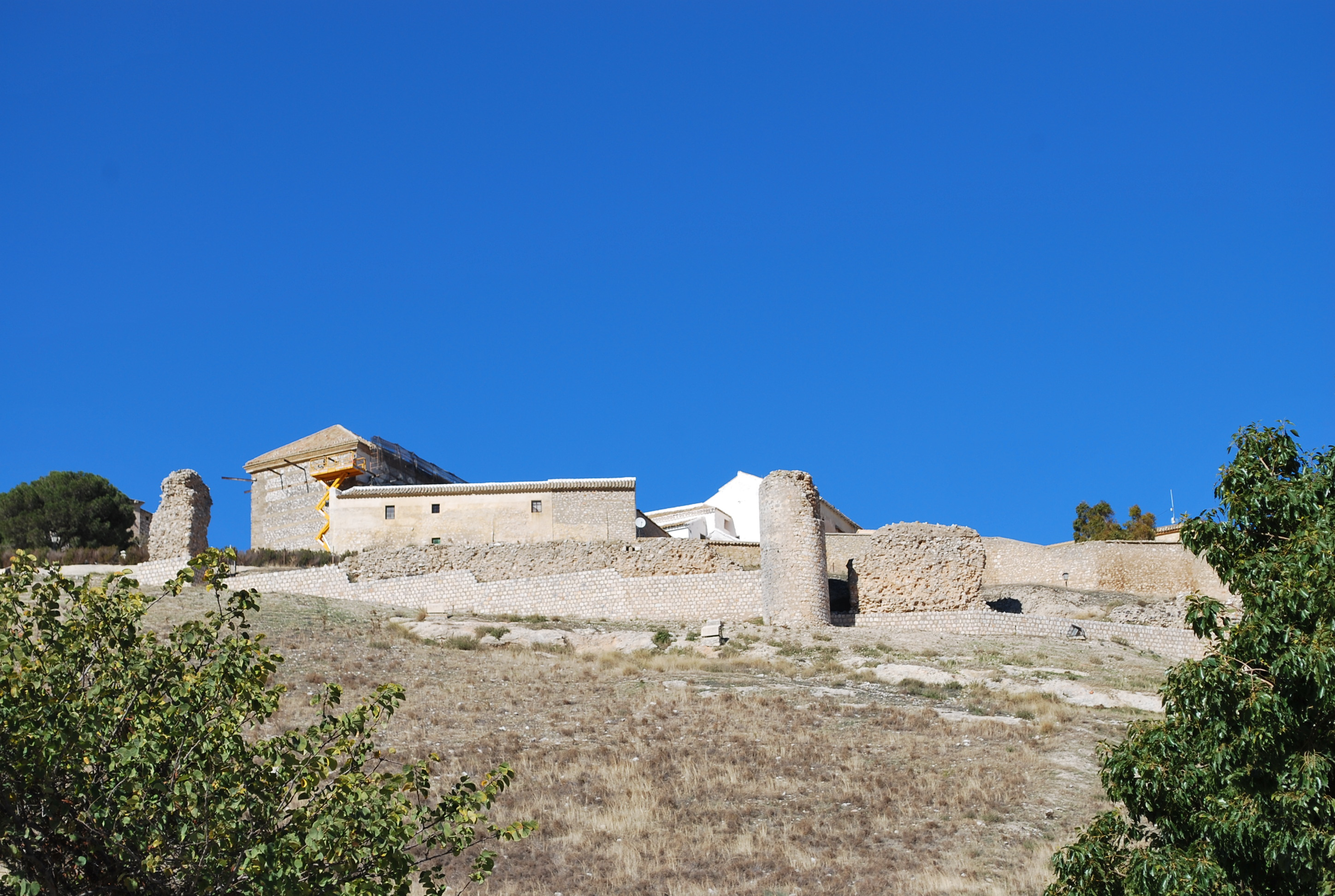
Castillo árabe

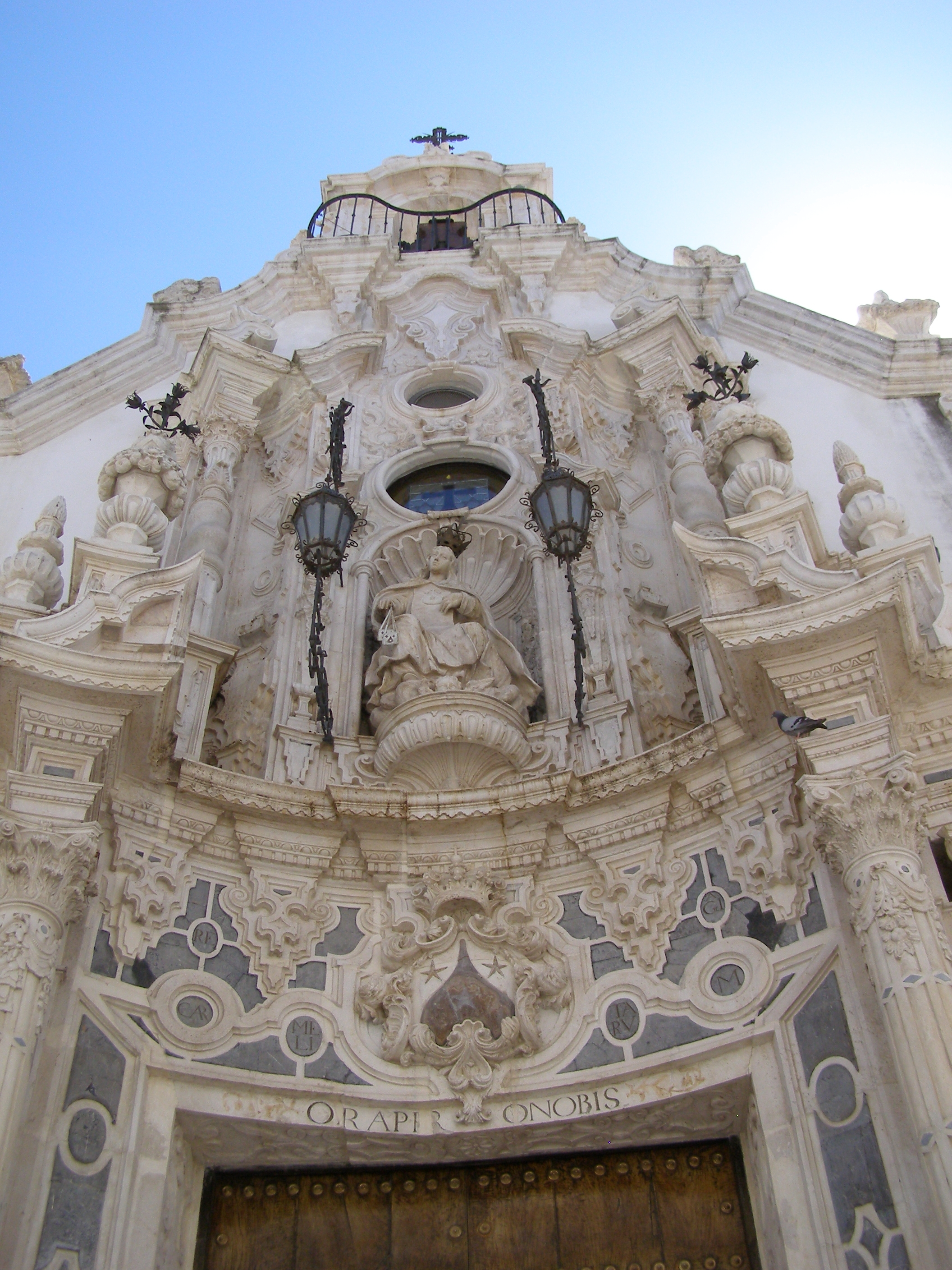
Fassade der Karmeliterkirche

Auf dem Gemeindegebiet wurden bronzezeitliche Kleinfunde gemacht. In der Antike stand die Gegend unter phönizischem, später unter karthagischem und römischem Einfluss. Die Römer nannten den Ort Ostippo. Aus westgotischer Zeit weiß man so gut wie nichts. Zu Beginn des 8. Jahrhunderts wurde die Region von den Mauren überrannt; sie nannten den Ort Istabba; um das Jahr 900 wurde die Stadt von den Truppen des aufständischen ʿUmar ibn Hafsūn eingenommen. Im Jahr 1241 wurde Estepa von den Truppen Ferdinands III. von Kastilien (reg. 1230–1252) zurückerobert (reconquista), anschließend in das Königreich Sevilla inkorporiert und im Jahr 1267 dem Santiago-Ritterorden übergeben. Bis zur Eroberung Granadas (1492) blieb Estepa eine christliche Grenzstadt. Im Jahr 1543 schuf Karl V. (reg. 1516–1556) den Titel eines „Markgrafen von Estepa“, der bis heute existiert. Im Jahr 1559 befahl Philipp II. (reg. 1556–1598) die Eingliederung Estepas in den Besitz der Krone, um die Stadt jedoch unverzüglich für 800.000 Silbermünzen an die Genueser Kaufmannsfamilie Centurión weiterzuverkaufen, die sich dadurch eine Teilhabe aus den Gewinnen am Amerika-Handel versprach.

## Sehenswürdigkeiten
- Von der auf dem höchsten Punkt der Stadt erbauten Maurenburg (castillo oder alcázar) stehen nur noch geringe Reste. Sie wurde vom Santiagoorden modernisiert und mit einem Bergfried (torre del homenaje) versehen.[9]
- Die bereits im 13. Jahrhundert an der Stelle der ehemaligen Moschee erbaute Iglesia de Santa María la Mayor wurde im 15. Jahrhundert vom Santiagoorden in gotischem Stil erneuert. Der Glockenturm (campanario) ist eine Zutat des späten 19. Jahrhunderts. Das Innere der Kirche ist dreischiffig und verfügt über ein Querhaus (transept); die sternförmigen Rippengewölbe befinden sich in gleicher Höhe (Hallenkirche). Blickfang sind die drei Schnitzaltäre im Chorbereich, von denen der mittlere nach dem Jahr 1583 gefertigt wurde. In einer Seitenkapelle befindet sich eine Art Schatzkammer mit mehreren Kelchen und Monstranzen aus Silber.[10]
- Der in den Jahren 1760–66 von Andrés de Zabala vollendete ca. 40 m hohe barocke Torre de la Victoria ist der einzige Überrest eines ehemaligen Konvents der Minderbrüder. Die dazugehörigen Konventsgebäude wurden im Jahr 1939 abgerissen.[11]
- Die ebenfalls von Andrés de Zabala um 1768 geschaffene Fassade der Karmeliterkirche gehört zu den Schmuckstücken des andalusischen Barock.[12]
- Mehrere andere Kirchen des 16. bis 18. Jahrhunderts bereichern das Ortsbild; darunter die kleine Iglesia de Nuestra Señora de los Remedios ebenfalls von Andrés de Zabala stammen könnte.
- Der Palacio de los Marqueses de Cerverales mit seiner Portalrahmung mit gedrehten salomonischen Säulen ist das schönste Zivilbauwerk der Stadt.[13]

## Städtepartnerschaften
- Badia Polesine, Venetien, Italien

## Persönlichkeiten
- Juan Torres de Vera y Aragón (1527–1613), wurde von Philipp II. im Jahr 1565 zum Oidor der Real Audiencia von Chile ernannt. Später war er zweimal Gouverneur von Río de la Plata und Paraguay.